# Sainte-Justine-de-Newton
Sainte-Justine-de-Newton è un comune del Canada, situato nella provincia del Québec, nella regione di Montérégie.